# Hjalmar Tornblad

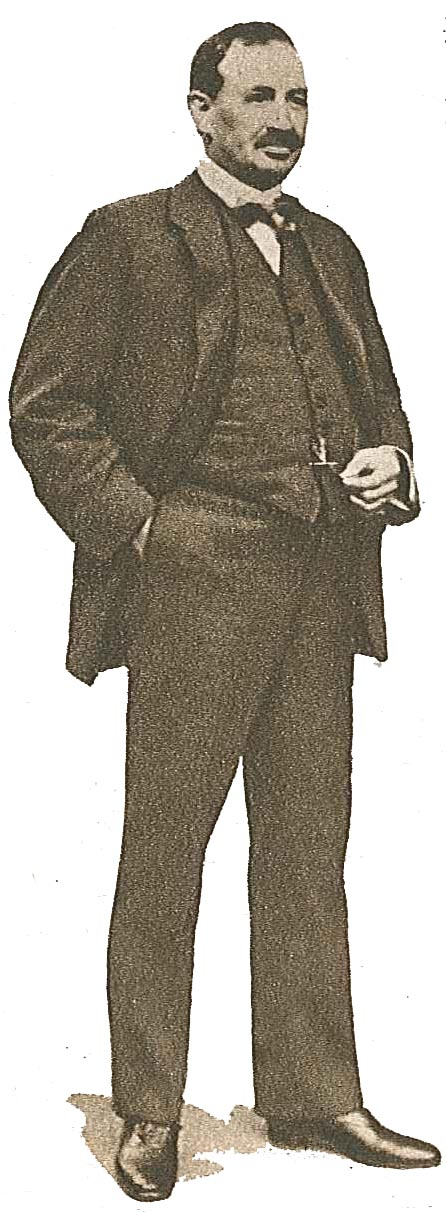
Hjalmar Tornblad på 1910-talet.

Hjalmar Benedict Tornblad, född den 23 december 1867 i Södra Åby, död den 19 december 1937 i Stockholm, var en svensk näringsidkare och donator.
Tornblad, som var son till klockaren och allmogemålaren Johan Theodor Tornblad, studerade som ung botanik vid Lunds universitet men övergick därefter till en bana som först tidningsman och senare lärare vid Göteborgs handelsinstitut innan han slutligt slog sig på affärsverksamhet inom hotellbranschen. Som direktör för Hotell Continental i Stockholm från 1902 vände Tornblad denna tidigare olönsamma verksamhet till framgång och byggde såväl ut de befintliga lokalerna som utvidgade rörelsen med ett annex (nuvarande Hotell Terminus). År 1909 grundade Tornblad Sveriges centrala hotell- och restaurangförening, vars ordförande han var till 1923.
Vid en middag i Stockholm 1929 lärde Tornblad känna lundaprofessorn Ivar Broman och kom att intressera sig för dennes embryologiska forskning. Resultatet av detta blev dels att Tornblad medföljde Broman på dennes centralafrikanska forskningsexpedition samma år, dels att Tornblad och hans hustru Karin år 1931 donerade medel till inrättande av det 1934 invigda Tornbladinstitutet för jämförande embryologi vid Lunds universitet, baserat främst på Bromans vetenskapliga samlingar.
Tornblad blev riddare av Vasaorden 1917 och av Nordstjärneorden 1924 samt kommendör av andra klassen av Vasaorden 1930 och av Nordstjärneorden 1934. Han gravsattes i Gustaf Vasa kyrkas kolumbarium